# Cortenuova
Cortenuova ist eine italienische Gemeinde (comune) mit 1978 Einwohnern (Stand 31. Dezember 2023) südöstlich von Bergamo, in der Provinz Bergamo, Region Lombardei.
Cortenuova wurde im späten 9. Jahrhundert als Königshof der Karolinger erwähnt und gehörte seit 915 den Bischöfen von Bergamo, seit dem 11. Jahrhundert den dortigen Grafen. Berühmt wurde der Ort durch die Schlacht von Cortenuova, die dort am 27./28. November 1237 stattfand. Sie endete mit der Niederlage des Lombardenbundes und dem Sieg des Stauferkaisers Friedrich II.
Die Stadt selbst wurde nach dem Sieg der kaiserlichen Truppen zerstört, die Bevölkerung war in umliegende Ortschaften geflohen. Cortenouva blieb bis ins 15. Jahrhundert nur gering besiedelt.